# Individual Challenge Cup 2016
Individual Challenge Cup 2016 (ICC 2016) byl VII. ročník mezinárodní soutěže jednotlivců ve field trialu retrieverů, který se konal 22. a 23. října 2016 v Belgii poblíž města Tielt-Winge. Pořadatelem soutěže byl Belgian Labrador Retriever Club (BLRC).
Každá členská země mohla vyslat 2 psy. Nakonec se soutěže zúčastnilo 26 psů z 15 zemí. Vítězem se stala Ivonne Brunold z Rakouska s fenou Beechdale's Dusty Hazel před José Ignaciem ze Španělska s fenou Aya De Enanzo.

## Rozhodčí
BLRC nominoval čtyři rozhodčí.
| Rozhodčí                                                          |                               |
| ----------------------------------------------------------------- | ----------------------------- |
| \| - Sue Hutton - Daniel Marx \| - Les McLean - Stefaan Bollen \| |                               |
| - Sue Hutton - Daniel Marx                                        | - Les McLean - Stefaan Bollen |

## Výsledky

### Kvalifikace
První den proběhla kvalifikace do nedělního finále (řazeno podle startovního čísla).
| St.č. | Vůdce                   | Pes                                  | Plemeno |
| ----- | ----------------------- | ------------------------------------ | ------- |
| 1     | Tanja Bisted Thorsen    | Swaine Nidian                        | LR      |
| 2     | Ivonne Brunold          | Beechdale's Dusty Hazel              | LR      |
| 3     | Bjarne Holm             | Waternuts High and Mighty            | FCR     |
| 5     | Ingrid van de Ven       | Bubbles van de Vaortkaant            | LR      |
| 6     | Martin Incédi‡          | Blackthorn Biham                     | LR      |
| 7     | Stefano Martinoli       | Waterfriend Carthago                 | LR      |
| 8     | Bart Vangoidsenhoven    | Kroonkennel's Jones                  | LR      |
| 9     | Kurt Becksteiner        | Denbank Kirky                        | LR      |
| 12    | Rainer Scesny           | Blackthorn Ireneus                   | LR      |
| 13    | Tibor Pittich           | Trompeterbakkens Teddy               | LR      |
| 14    | Gérard Reinle           | Lesser Burdock Balan                 | LR      |
| 15    | Per A. Lier             | Meadowlark Ballyrush                 | LR      |
| 17    | Teijo Kostian           | Grassduck's Red Flash                | LR      |
| 18    | José Ignacio Ariza Dóiz | Aya De Enanzo                        | LR      |
| 19    | Axel Schäfer            | Adoring Leo of Mountain Forest Glade | GR      |
| 21    | Julia Vershinina        | Polarfischer Dumbledore              | LR      |
| 22    | Pieter Vivijs           | Danestone Tweed                      | LR      |
| 23    | Janne Lähteenaro        | Starcreek Isaac                      | LR      |
| 25    | Jan Lorenzen            | Stenhøjgårds Brit                    | LR      |
| 26    | Béatrice Loetscher      | Funnyline Fieldquest Sheyenne        | GR      |
| 4     | Gábor Deák              | Blackthorn Kalea                     | LR      |
| 10    | Rob Schmidt             | Cerbel Ambassador                    | LR      |
| 11    | Francesco Gillon        | Ocean Black Reef                     | LR      |
| 16    | Antonio Alvarez Forcada | Arena de Enanzo                      | LR      |
| 20    | Xavier Besnard          | Flash des Ormeaux de Villebeton      | LR      |
| 24    | Clarisse Desloover      | Master of Water I am the Boss        | LR      |

‡ Obhájce

       postupující do finále.

### Finále
Níže tabulka obsahuje pouze účastníci, kteří byli klasifikováni.
| Poz. | St.č. | Vůdce                   | Pes                       | Plemeno | Hodnocení   | Tituly                |
| ---- | ----- | ----------------------- | ------------------------- | ------- | ----------- | --------------------- |
| 1    | 2     | Ivonne Brunold          | Beechdale's Dusty Hazel   | LR      | Výborný 1   | CACT, CACIT           |
| 2    | 18    | José Ignacio Ariza Dóiz | Aya De Enanzo             | LR      | Výborný 2   | Res. CACT, Res. CACIT |
| 3    | 23    | Janne Lähteenaro        | Starcreek Isaac           | LR      | Výborný 3   |                       |
| 4    | 5     | Ingrid van de Ven       | Bubbles van de Vaortkaant | LR      | Výborný 4   |                       |
| 5    | 21    | Julia Vershinina        | Polarfischer Dumbledore   | LR      | Výborný 5   |                       |
| 6    | 3     | Bjarne Holm             | Waternuts High and Mighty | FCR     | Výborný 6   |                       |
| 7    | 7     | Stefano Martinoli       | Waterfriend Carthago      | LR      | Výborný 7   |                       |
|      | 12    | Rainer Scesny           | Blackthorn Ireneus        | LR      | Velmi dobrý |                       |